# Touit melanonotus
La cotorrita dorsinegra (Touit melanonotus) es una especie de ave de la familia Psittacidae, que se encuentra en el sudeste de Brasil, desde Bahía hasta el sur de São Paulo.

## Hábitat
Vive en el bosque de la mata atlántica, preferentemente entre los 500 y 1200 m de altitud, habiéndose registrado desde el nivel del mar a lo largo de la faja del litoral, hasta los 1.400 m de altitud, en el Parque nacional de Itatiaia.

## Descripción
En promedio mide 15 cm de longitud. El plumaje es verde en la cabeza, el cuello y parte inferior, con tinte grisáceo en el pecho y el vientre.. Las cubiertas del oído son de color marrón. Presenta en la espalda una gran mancha de color marrón oscuro y un vértice negro en el centro. Los muelles en los flancos son de color azul grisáceo. Su característica principal son las plumas rojas en la cola corta, con barreteado negro. El anillo ocular desnudo es de color anaranjado, los ojos marrón y el pico blancuzco.

## Alimentación
Se alimenta de semillas de grandes leguminosas y de frutos, principalmente de arbustos de los géneros Rapanea y Clusia.

## Reproducción
Se reproduce entre octubre y diciembre y anida en los termiteros arbóreos.